# Pfarrkirche Kottingneusiedl

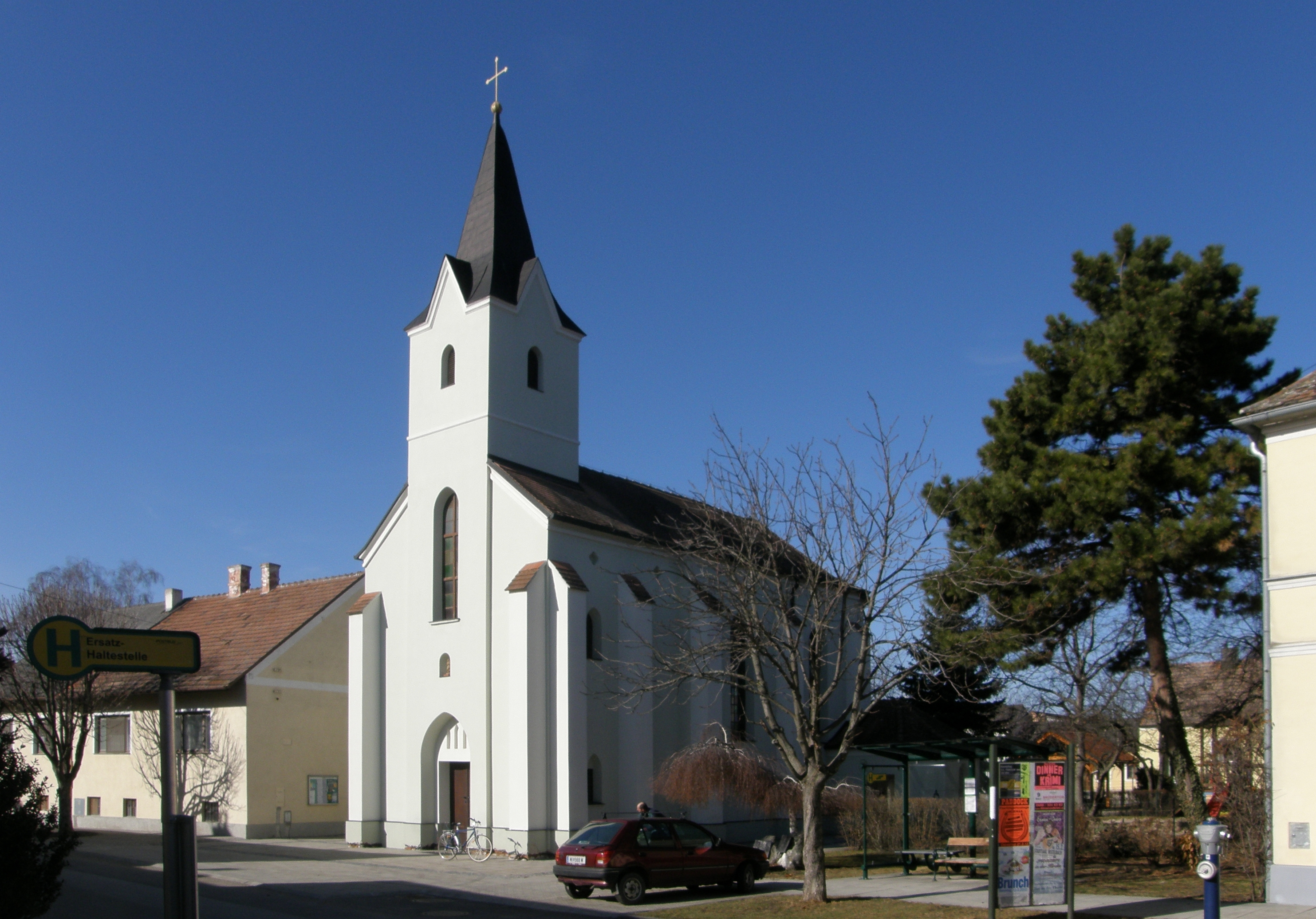
Katholische Pfarrkirche Maria Schutz in Kottingneusiedl

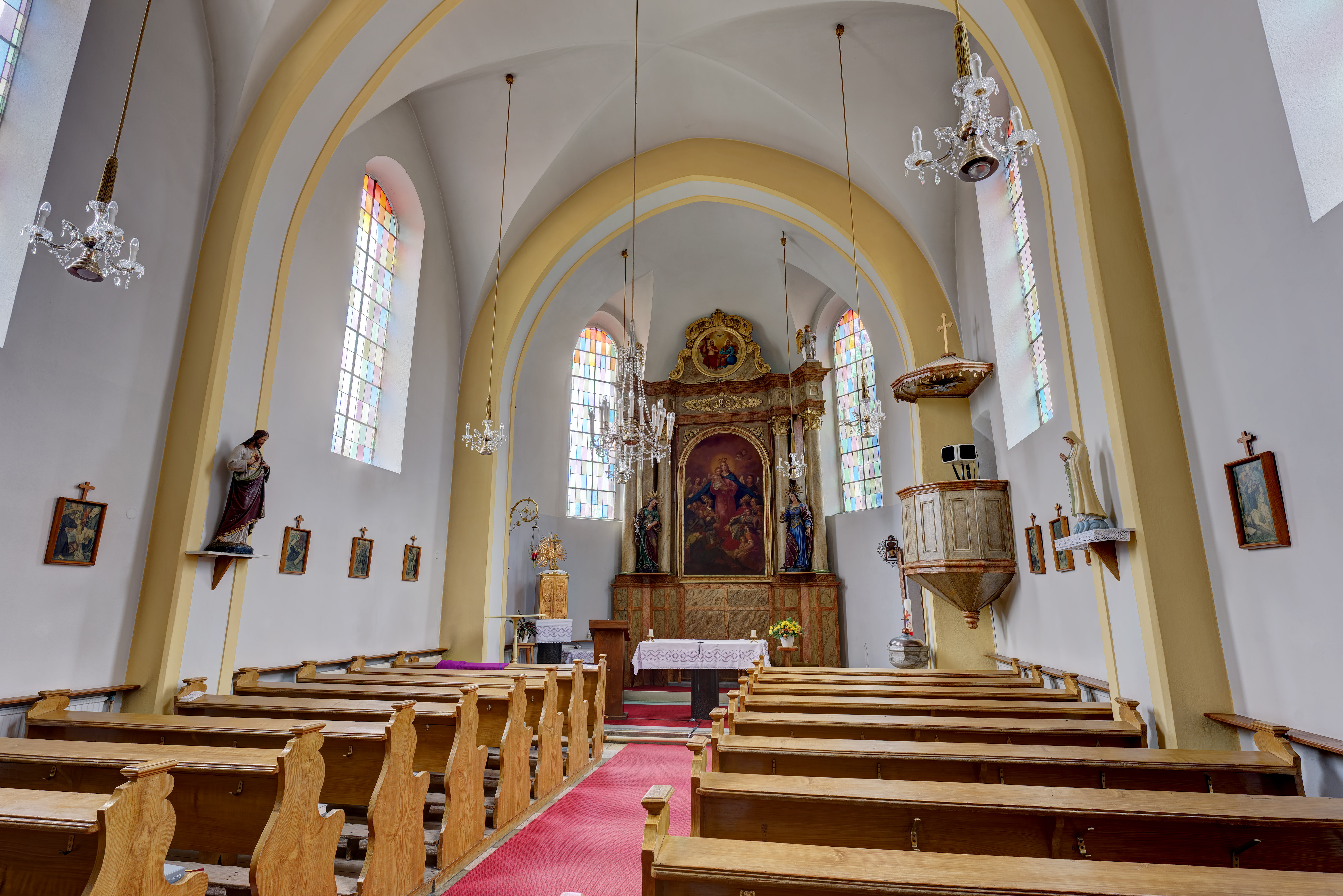
Innenansicht zum Chor der Pfarrkirche

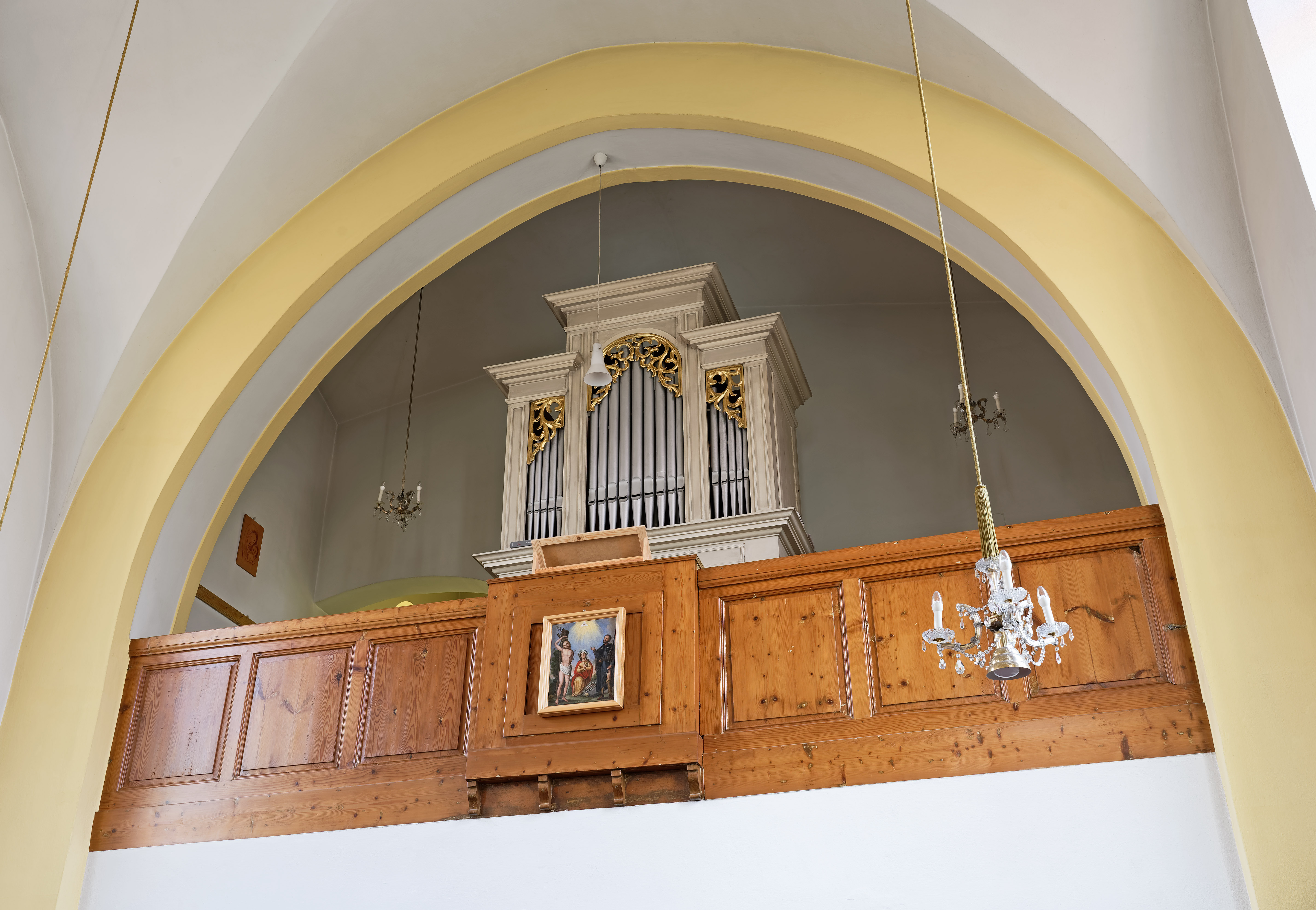
Innenansicht zur Empore mit der Kirchenorgel

Die römisch-katholische Pfarrkirche Kottingneusiedl steht am Dorfanger der Ortschaft Kottingneusiedl in der Stadtgemeinde Laa an der Thaya im Bezirk Mistelbach in Niederösterreich. Die dem Patrozinium Maria Schutz unterstellte Pfarrkirche gehört zum Dekanat Laa-Gaubitsch im Vikariat Unter dem Manhartsberg der Erzdiözese Wien. Die Kirche steht unter Denkmalschutz (Listeneintrag).

## Geschichte
Der neugotische Kirchenbau entstand 1869. Die Pfarre wurde 1950 gegründet.

## Architektur
Das Kirchenäußere zeigt Strebepfeiler am Langhaus und am fünfseitigen Chor. Die Südfront mit Portal hat einen eingestellten Fassadenturm. Im Osten ist eine polygonale Sakristei angebaut.
Das Kircheninnere zeigt ein dreijochiges Langhaus, im ersten Joch unter einem Tonnengewölbe, im zweiten und dritten Joch unter einem Kreuzgratgewölbe. Die Orgelempore ist kreuzgratunterwölbt. Der eingezogene Triumphbogen ist spitzbogig. Der leicht erhöhte Chor hat ein Kreuzgratgewölbe.

## Einrichtung
Die Ausstattung ist aus der Bauzeit.
Der Hochaltar als Säulenädikula zeigt das Altarbild Maria Schutz und trägt Konsolfiguren der Heiligen Katharina und Barbara. Die Orgel aus 1871 mit 5 Registern stammt von Franz Strommer.